# HD 96146
HD 96146 eller HR 4313, är en dubbelstjärna belägen i den mellersta delen av stjärnbilden Luftpumpen. Den har en kombinerad skenbar magnitud av ca 5,41 och är svagt synlig för blotta ögat där ljusföroreningar ej förekommer. Baserat på parallax enligt Gaia Data Release 3 på ca 4,62 mas, beräknas den befinna sig på ett avstånd på ca 710 ljusår (ca 220 parsek) från solen. Den rör sig närmare solen med en heliocentrisk radialhastighet på ca -5 km/s.

## Egenskaper
Primästjärnan i HD 96146 är en blå till vit stjärna i huvudserien av spektralklass A0 V. Zorec och Royer (2012) anger den som en dvärgstjärna som avverkat 99,5 procent av sin huvudserielivslängd och är nära underjättefasen. Den har en massa som är ca 3,8 solmassor, en radie som är ca 6,2 solradier och utsänder energi från dess fotosfär motsvarande ca 220 gånger solen vid en effektiv temperatur av ca 9 800 K.
Objektets status som dubbelstjärna var inte känd förrän en Hipparcosundersökning av dubbelstjärnor 1991. Eftersom parets nuvarande projicerade separation är runt endast 0,04 bågsekunder är det svårt att skilja båda komponenterna åt, men de ligger vid en positionsvinkel på 226°. Följeslagaren har observerats med hjälp av fläckinterferometri (fourieranalys) till att vara 1,8 magnituder svagare än primärstjärnan.